# Лу Бань
Лу Бань (鲁班, 507 до н. е. —440 до н. е.) — китайський винахідник, інженер, державний діяч кінця періоду Чуньцю («Весни і осені») та початку періоду Чжаньго.

## Життєпис
Народився у м. Тенчжоу царства Лу (сучасна провінція Шаньдун). Походив з родини теслі. При народженні звався Гуншу Бань. Згодом від назви рідної держави отримав прізвище Лу. З дитинства Лу Бань почав займатися теслярською роботою разом зі своїми рідними. У молодості він вже опанував високою майстерністю теслярства, мав багатий досвід праці. Лу Бань одночасно є видатним винахідником стародавнього Китаю.

## Діяльність
З його ім'ям легенди пов'язують будівництво багатьох відомих архітектурних споруд (наприклад, міст в Чжаочжоу та військової техніки (здебільшого для облоги та захоплення міст, зокрема винайшов мобільну противагу облогових сходів, планер (дерев'яний птах). Китайські теслі з повагою називають його «Предком теслярів». Вважається засновником китайської деревообробки. Лу Бань казав, що необхідно завезти до Китаю рубанок та інші необхідні для цього інструменти. Вважається легендарним винахідником пилки для дерева. Дружина Лу Баня, за переказами, були винахідницею парасольки. Його вчення були випущені в книзі «Манускрипт Лу Баня», що була видана через 1500 років по його смерті.